# Liubice

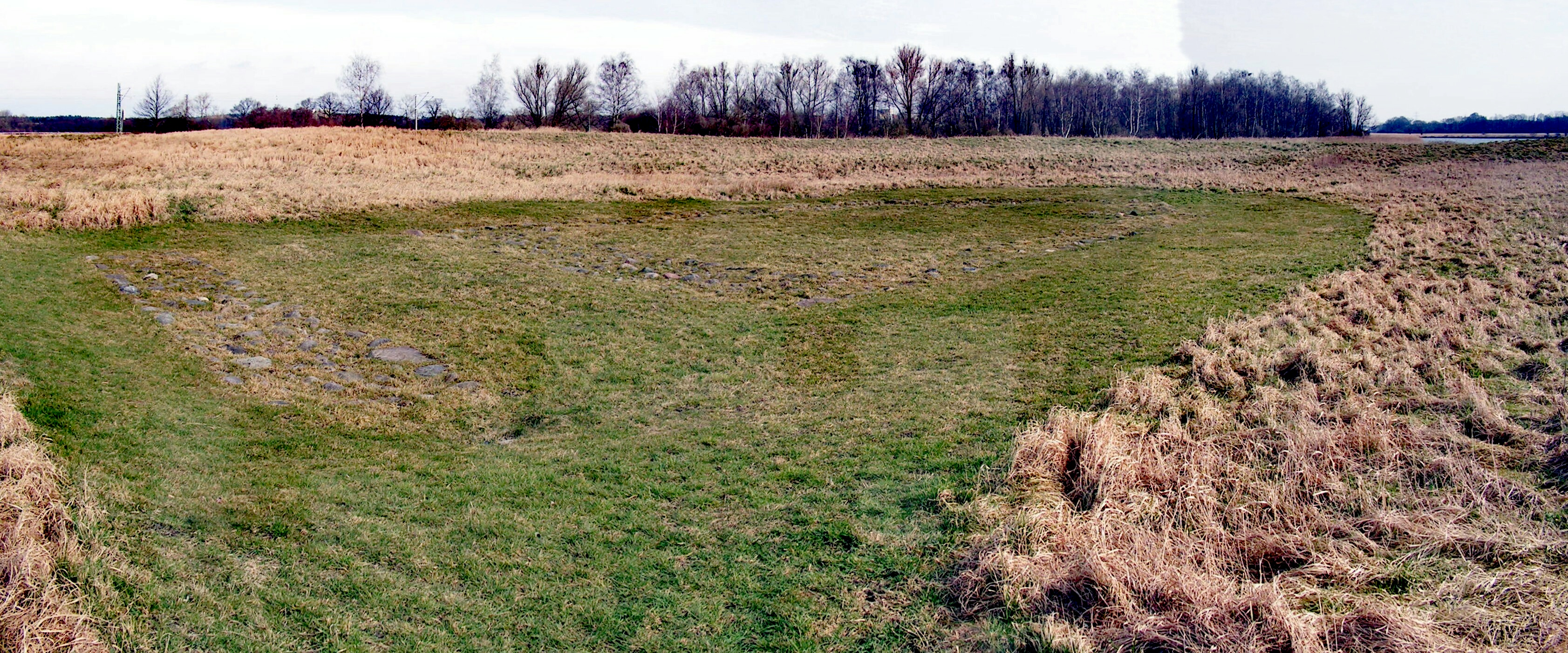
Grundriss der Kirchenanlage von Alt-Lübeck

Liubice (auch: Leubice) oder Alt-Lübeck war eine von etwa 819 bis 1138 bestehende, an der Mündung der Schwartau in die Trave gelegene slawische Vorgängersiedlung des heutigen Lübeck.

## Lage

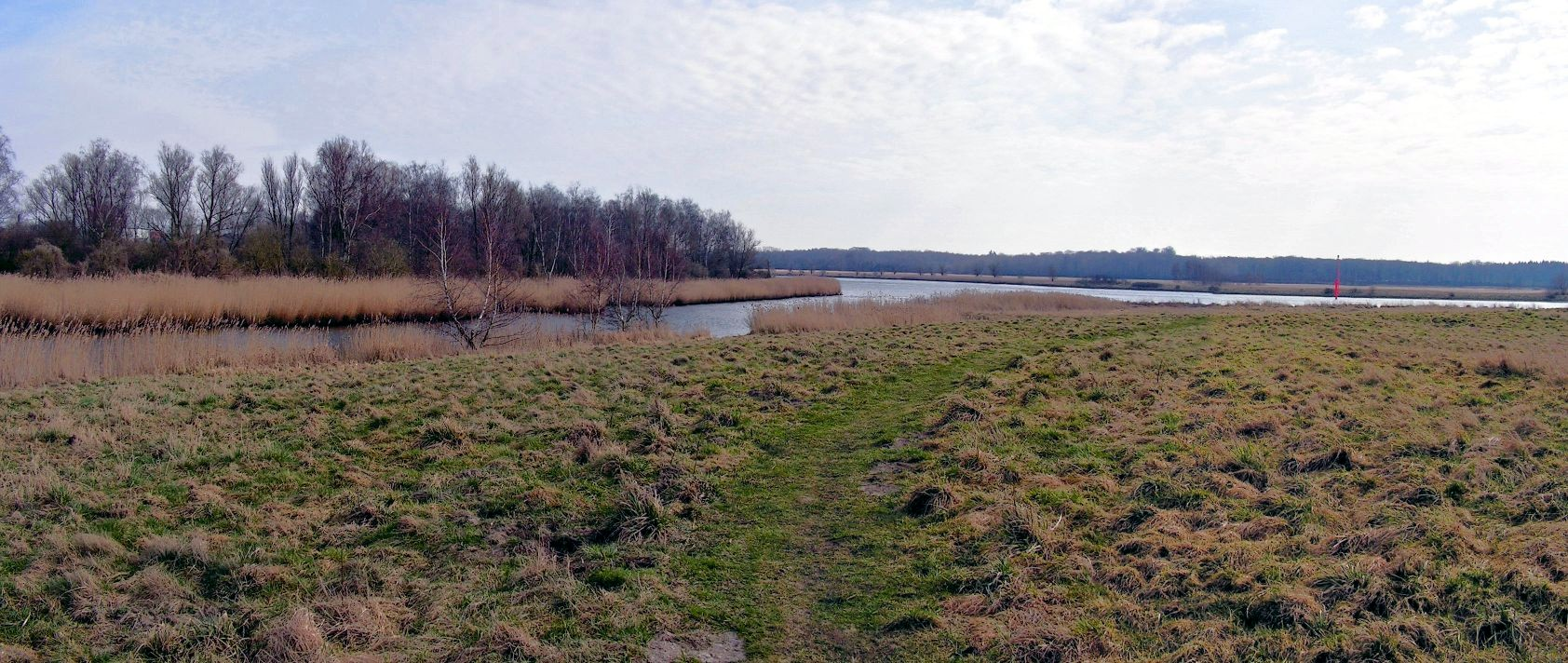
Mündung der Schwartau (von links) in die Trave

Liubice lag rund sechs Kilometer traveabwärts von der Altstadtinsel des heutigen Lübeck, gegenüber der heutigen Teerhofinsel, auf einer Halbinsel, die von einer Biegung (heute: Altarm) der Trave und der Einmündung der Schwartau gebildet wird. Die Siedlungsstätte ist als archäologisches Denkmal in die Denkmalliste der Hansestadt Lübeck eingetragen.

## Name
Die früheste Überlieferung des Namens Liubice findet sich in der Hamburgischen Kirchengeschichte des Adam von Bremen aus der 2. Hälfte des 11. Jahrhunderts (civitas Liubice (II/19, schol. 12) sowie die Schreibvariante in leubice (III/20)). Herkunft und Bedeutung des Namens wurden in der Sprachwissenschaft und historischen Ortsnamenforschung lange und kontrovers diskutiert. Dabei ging es zum einen um die Frage nach der deutschen oder slawischen Herkunft des Namens „Lübeck“, die heute einhellig dahingehend beantwortet wird, dass der Name slawischen Ursprungs ist und auf die Wurzel *l'ub- (lieblich, lieb) zurückgeht, zum anderen darum, ob der Ortsname unmittelbar auf diese Bedeutung zurückzuführen ist oder auf dem Umweg über einen Personennamen. Während bis zur Mitte des 20. Jahrhunderts die erste, von Wilhelm Ohnesorge begründete Auffassung (Liubice = „die Liebliche“) vorherrschend war, hat sich seither die Auffassung durchgesetzt, dass der Name auf ein Patronymikon zu L'ub oder L'ubomir zurückgeht (Liubice = „(die Siedlung der) Nachkommen des L'ub/L'ubomir“, somit "des den Frieden Liebenden").

## Geschichte

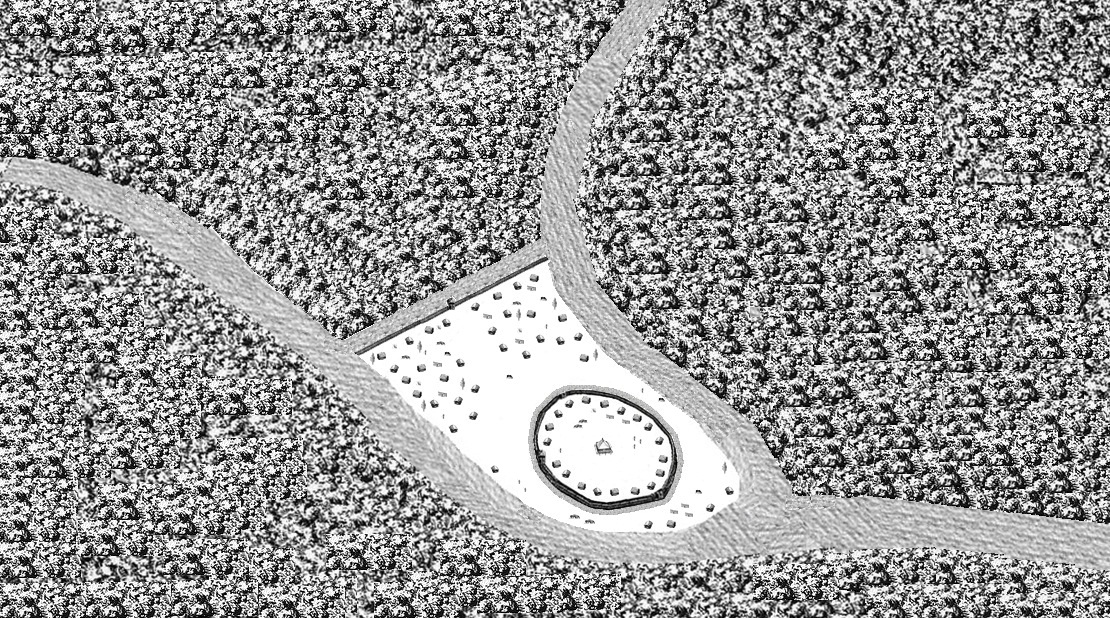
Rekonstruktionsversuch

Im 7. Jahrhundert rückten in die während der Völkerwanderung von den germanischen Bewohnern verlassenen Gebiete an der Lübecker Bucht slawische Völker nach. Die Wagrier und Polaben errichteten ein dichtes Netz von Dörfern und Burgen, darunter Oldenburg (Starigard), Plön, Ratzeburg und später die slawische Königsresidenz Liubice als Niederungsburg an der Mündung der Schwartau in die Trave. Diese Burg ist in schriftlichen Quellen nicht erwähnt, steht aber wohl im Zusammenhang der Spannungen zwischen Frankenreich, Dänen und Slawen zu Beginn des 9. Jahrhunderts. Sie war in der zweiten Hälfte des 9. Jahrhunderts recht gering besiedelt und wurde um 900 aufgelassen. Für das gesamte 10. Jahrhundert lässt sich keine Besiedlung nachweisen. Erst in jungslawischer Zeit ab etwa 1000 lässt sich wieder eine zunehmende Bevölkerung erfassen.
Ab der Mitte des 11. Jahrhunderts erfolgte ein Ausbau Liubices, der zur Entstehung eines großen Siedlungskomplexes im 11. Jahrhundert führte. 1055 und in den nachfolgenden Jahren wurde ein neuer Wall errichtet. Diese Maßnahme ist mit dem Nakonidenfürsten Gottschalk verbunden. In seinen Bemühungen um die Christianisierung der Elbslawen erneuerte er das alte Bistum Oldenburg und gründete mehrere Klöster. In diesem Zusammenhang steht die erstmalige Erwähnung Liubices bei Adam von Bremen. Doch bereits 1066 wurde Gottschalk bei einem Aufstand des heidnischen Adels ermordet, alle Geistlichen vertrieben und Kirchenbauten zerstört.
Nach Gottschalks Tod übernahm der Anführer des Adels, Kruto, die Herrschaft nicht nur in Wagrien, sondern im gesamten Abodritenverband, und in dessen letzte Jahre fallen die Anfänge der Neugestaltung der Burg. 1087 wurde die Wehranlage zum zweiten Mal erneuert. In dieser Zeit wurde die Burg im Westen durch einen 12 m breiten Graben vom Land getrennt, wodurch sie auf einer künstlichen Insel lag.
Zur vollen Blüte kam Liubice unter Gottschalks Sohn Heinrich ab 1093. Er machte Liubice zum Zentrum seines Reichs und baute es zu einem frühstädtischen Komplex aus, bestehend aus einer Burg, einem Hafen und zwei Vorburgsiedlungen. Am anderen Flussufer gründete er eine Kaufleutesiedlung. In der neu befestigten Burg wurde eine Kirche errichtet, die Helmold von Bosau in seiner Chronik erwähnt, ohne dabei jedoch ihr Aussehen zu beschreiben. Nachfolger Heinrichs wurde 1129 Knud Lavard. Er nutzte Liubice als Königspfalz. Der Ort besaß eine Münzstätte.
1138 zerstörten die Ranen Liubice. Liubice wurde als Handelsplatz aufgegeben. Der Name wurde 1143 vom Grafen Adolf II. von Holstein auf sein auf einer Halbinsel namens Bucu gelegenes Stadtgründungsprojekt übertragen, aus dem das heutige Lübeck hervorging.
Die dort noch ansässigen Abodriten hielten bis ins 13. Jahrhundert hinein vor der Marienkirche im neuen Lübeck ihre Ratsversammlung ab. Im Lübischen Recht haben sich Überreste slawischer Rechtsinstitutionen gehalten.

## Ausgrabungen und archäologische Befunde

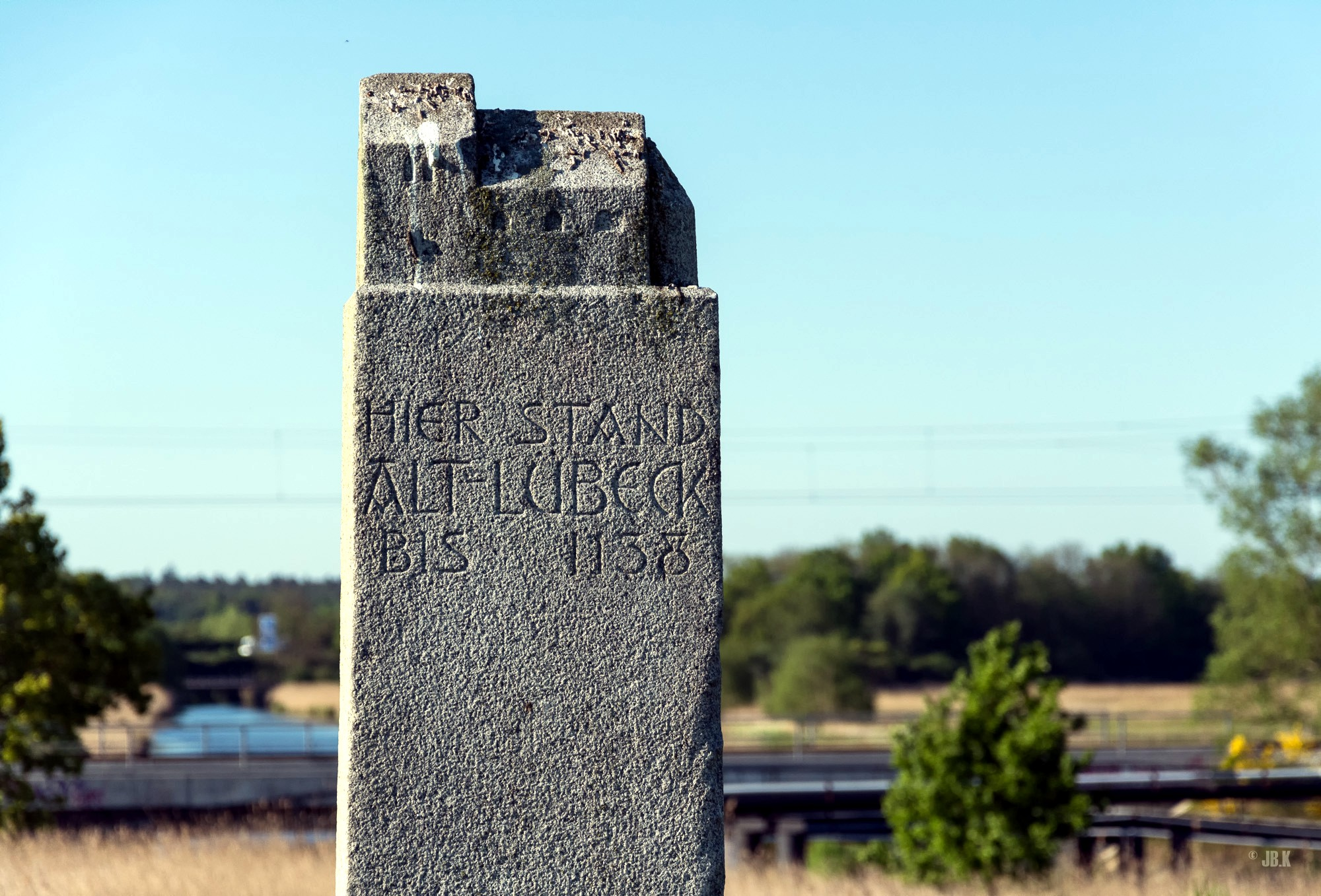
Ein Gedenkstein erinnert an den ehemaligen Standort von Alt-Lübeck

Erste Grabungen erfolgten bereits Mitte des 19. Jahrhunderts durch den Lübecker Pastor Marcus Jochim Carl Klug. Dabei wurde das steinerne Fundament einer Kirche ausgegraben. Darin wurden goldene Fingerringe, Schläfenringe oder Fibeln als Grabbeilagen entdeckt. Die Ausgrabungen von 1906 und 1908 wurden von Wilhelm Ohnesorge angeregt. In zahlreichen weiteren Grabungen, zuletzt 1999–2001 wurde das Gelände weiter untersucht.
Mit Hilfe des in den 1970er Jahren aufgekommenen neuen Datierungsverfahrens der Dendrochronologie konnte der älteste Wall auf 819 datiert werden. Es folgen zwei weitere Teile des Walls, die auf die Jahre 1055 und 1087 datiert wurden. Der Wall hat einen Durchmesser von etwa 100 Metern und wies ein Tor an der Südseite auf. Dendrodaten zeigen zwei Reparaturen am Wall und Baumaßnahmen innerhalb der Burg in den Jahren 1002 und 1035. Verstreut in der Burg standen damals Flechtwerk- und Blockbauten.
Unter der 1852 von Pastor Klug entdeckten Steinkirche fand man 1977 eine Vorgängerkirche aus Holz. Diese ältere Holzkirche besaß einen kreuzförmigen Grundriss mit Außenmaßen von 22 m Länge und 15 m Breite. Für den slawischen, aber auch den skandinavischen Bereich ist dieser Grundriss ungewöhnlich. Parallelen sind nur aus Island bekannt. Der Nachfolgebau ist architektonisch anspruchsvoller und repräsentativer. Er wird in die 1090er Jahre datiert. Diese neue Kirche wurde aus unbehauenen Feldsteinen gebaut. Sie war 20 m lang und 11 m breit, einschiffig und hatte eine halbrunde Apsis. Die reichen Beigaben aus den Gräbern in der Kirche weisen die Kirche als Grabstätte der königlichen Familie aus. Zudem wurde eine Elfenbeinplatte mit einer Kreuzigungsdarstellung gefunden.
Die Überreste der Kaufleutesiedlung außerhalb der Burg fielen um 1880 dem Travedurchstich zum Opfer.